# 羅古利亞特島
63°48′47″S 60°48′38″W / 63.81306°S 60.81056°W
羅古利亞特島（Rogulyat Island），是南極洲的島嶼，位於特里尼蒂島西岸的克里維納灣，處於萊昂峰以南2.5公里，屬於帕默群島的一部分，長0.35公里、寬0.16公里，以保加利亞北部鄉鎮命名，現時由南極條約體系管理。